# Corey Davis
Pour les articles homonymes, voir Davis.
(en) Statistiques sur pro-football-reference
Corey Davis, né le 11 janvier 1995 à Chicago, est un joueur américain de football américain ayant évolué au poste de wide receiver dans la National Football League (NFL) pendant six saisons (saison 2017-saison 2022).
Après plusieurs saisons universitaires jouées pour les Broncos de Western Michigan dans la NCAA Division I FBS, il est choisi en 5e choix global lors du premier tour de la draft 2017 de la NFL par la franchise des Titans du Tennessee.
En 2021, il rejoint pour deux saisons les Jets de New York avant de déclarer prendre sa retraite de la NFL en 2023.

## Biographie

### Carrière universitaire
Étudiant à l'université de l'Ouest du Michigan, il joue pour leur équipe des Broncos de 2013 à 2016 au sein de la NCAA Division I FBS. 
Il performe à sa première saison universitaire avec 67 passes réceptionnées pour 941 yards et 6 touchdowns marqués à la réception, lui valant l'honneur de freshman de l'année dans la conférence Mid-American. Il monte son jeu d'un cran les saisons suivantes avec 1 408 yards de gain, menant la MAC à ce niveau, ainsi que 15 touchdowns marqués durant la saison 2014 et 1 436 yards et 12 touchdowns en 2015.
Il reste à l'université pour une dernière saison en 2016. Durant cette saison où il attrape pour 1 500 yards en plus de marquer 19 touchdowns, il devient le meilleur receveur de l'histoire de la division FBS avec 5 285 yards à la réception. Il est nommé joueur offensif de l'année dans la MAC en plus d'être sélectionné dans l'équipe-type All-America qui rassemble les meilleurs joueurs universitaires du pays.

### Carrière professionnelle
Il est sélectionné au 5e rang par les Titans du Tennessee lors de la draft 2017 de la NFL. Il est le premier wide receiver sélectionné lors de cette draft.
Sa première saison professionnelle est écourtée par une blessure au muscle ischio-jambier qui le fait manquer 5 parties. Il marque ses premiers touchdowns professionnels lors d'un match éliminatoire contre les Patriots de la Nouvelle-Angleterre en attrapant deux touchdowns par la passe de Marcus Mariota.
Davis rejoint les Jets de New York pour la saison 2021. À la fin de sa deuxième saison avec l'équipe, il est pressenti qu'il ne sera pas de retour avec l'équipe en 2023. Après l'arriver d'Allen Lazard, qui a un style de jeu similaire, il est nommé comme potentiel coupure pour aider l'équipe à respecter le plafond salariale. Le 23 août 2023, il annonce prendre sa retraite.

## Statistiques

### Université
| Année  | Équipe           | Statut | MJ |     | Passes réceptionnées | Passes réceptionnées | Passes réceptionnées | Passes réceptionnées |       | Courses | Courses | Courses | Courses |
| Année  | Équipe           | Statut | MJ | Nb. | Yards                | Moy.                 | TD                   | Nb.                  | Yards | Moy.    | TD      |         |         |
| 2013   | Western Michigan | Fr.    | 11 | 67  | 941                  | 14                   | 6                    | 1                    | 2     | 2       | 0       |         |         |
| 2014   | Western Michigan | So.    | 12 | 78  | 1 408                | 18,1                 | 15                   | -                    | -     | -       | -       |         |         |
| 2015   | Western Michigan | Jr.    | 13 | 90  | 1 436                | 16                   | 12                   | 1                    | 11    | 11      | 0       |         |         |
| 2016   | Western Michigan | Sr.    | 14 | 97  | 1 500                | 15,5                 | 19                   | 1                    | 0     | 0       | 0       |         |         |
| Totaux | Totaux           | Totaux | 50 | 332 | 5 285                | 15,9                 | 52                   | 3                    | 13    | 4,3     | 0       |         |         |

### NFL
| Année              | Équipe              | MJ                 |     | Passes réceptionnées | Passes réceptionnées | Passes réceptionnées | Passes réceptionnées |       | Courses | Courses | Courses | Courses |  | Fumbles | Fumbles |
| Année              | Équipe              | MJ                 | Nb. | Yards                | Moy.                 | TD                   | Nb.                  | Yards | Moy.    | TD      | Nb.     | Perdus  |  |         |         |
| 2017               | Titans du Tennessee | 11                 | 34  | 375                  | 11,0                 | 0                    | -                    | -     | -       | -       | 1       | 1       |  |         |         |
| 2018               | Titans du Tennessee | 16                 | 65  | 891                  | 13,7                 | 4                    | 6                    | 55    | 9,2     | 0       | 1       | 0       |  |         |         |
| 2019               | Titans du Tennessee | 15                 | 43  | 601                  | 14                   | 2                    | -                    | -     | -       | -       | 1       | 0       |  |         |         |
| Totaux en carrière | Totaux en carrière  | Totaux en carrière | 142 | 1 867                | 13,1                 | 6                    | 6                    | 55    | 9,2     | 0       | 3       | 1       |  |         |         |